# Aragomacer leai
Aragomacer leai (лат.) — вид жесткокрылых насекомых из рода Aragomacer семейства долгоносиков-цветожилов (Nemonychidae). Встречаются в Австралии. Личинки и взрослые жуки питаются араукариевыми растениями таких видов, как Agathis robusta, Araucaria cunninghamii, Agathis atropurpurea (Araucariaceae). Вид был впервые описан в 1994 году чилийско-новозеландским энтомологом Гильермо Кушелем (Guillermo «Willy» Kuschel; 1918—2017). Обозначен в качестве типового вида рода Aragomacer. Видовое название дано в честь австралийского колеоптеролога Артура Миллс Лиа (Arthur Mills Lea, 1868—1932), крупного специалиста по жукам-долгоносикам.